# Bulgáriai forgalmi rendszámok

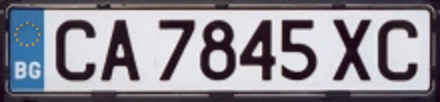
Egy szófiai rendszám

## Formátum
Minden bolgár rendszámtábla kötelező eleme:
- az országot jelző "BG" kód,
- a "BG" kód felett a bolgár nemzeti zászló ill. az európai zászló (bár Bulgária 2007 januárjától EU-tag, az európai zászlós rendszámot csak 2008 áprilisától kezdve vezették be),
- maga a szűken értelmezett rendszám, melynek elemei:
  - egy vagy két betű, mely a rendszám kiadásának helyét jelenti (leszámítva egyes különleges rendszámokat, ahol ez az egy ill. két betű nem a kiadási helyet, hanem a különleges státuszt jelzi, s úgyszintén leszámítva más különleges rendszámokat, ahol egy betű középen helyezkedik el, elválasztva egymástól három-három számjegyet),
  - négy számjegy (0000 és 9999 között) (egyes különleges rendszámok esetében nem négy számjegy szerepel, hanem hat számjegy (000000 és 999999 között), más különleges rendszámoknál pedig kétszer három számjegy (000 és 999 között), melyek között egy betű található)
  - egy vagy két betű sorozatjel (különleges rendszámoknál nincs ilyen sorozatjel).

1992-ig a bolgár rendszámokon a bolgár cirill ábécé összes betűje szerepelt, 1992-től ez megváltozott, azóta csak a bolgár cirill ábécé azon betűi szerepelnek a rendszámokon, melyek a latin ábécében is megtalálhatóak, azaz: A, B, C, E, H, K, M, O, P, T, X, Y.

### Egyedi rendszám
Kérésre kiadható egyedi rendszám, ahol a négy számjegy és az azt követő egy ill. két betű sorozatjel helyett szerepelhet 5 vagy 6 számjegy ill. betű. Ez - magas ára (7000 bolgár leva) miatt - igen ritka.

### Kiadási helyet jelző kódok
A rendszám első vagy első és második betűje a rendszám kiadásának helyét jelzi, az alábbiak szerint:
| Megye                | 1985-ig    | 1985-1992 között | 1992-től    |
| -------------------- | ---------- | ---------------- | ----------- |
| Blagoevgrad megye    | Бл         | БЛ               | Е           |
| Burgasz megye        | Бс / Б     | Б                | А           |
| Dobrics megye        | Тх         | ТХ               | ТХ          |
| Gabrovo megye        | Гб / Г     | Г                | ЕВ          |
| Haszkovo megye       | Хс / Х     | Х                | Х           |
| Jambol megye         | Яб / Я     | Я                | У           |
| Kardzsali megye      | Кж         | Кж / К           | К           |
| Kjusztendil megye    | Кн         | КН               | КН          |
| Lovecs megye         | Лч / Л     | Л                | ОВ          |
| Montana megye        | Мх / М     | М                | М           |
| Pazardzsik megye     | Пз         | ПЗ               | РА          |
| Pernik megye         | Пк         | ПК               | РК          |
| Pleven megye         | Пл         | ПЛ               | ЕН          |
| Plovdiv megye        | Пд / П     | П                | РВ          |
| Razgrad megye        | Рз         | РЗ               | РР          |
| Rusze megye          | Рс         | Р                | Р           |
| Sumen megye          | Шн / Ш     | Ш                | H           |
| Szilisztra megye     | Сс         | СС               | СС          |
| Szliven megye        | Сл         | СЛ               | СН          |
| Szmoljan megye       | См         | См               | СМ          |
| Szófia megye         | Сф / СО    | СО               | СО          |
| Szófia város megye   | Сф / С / А | С                | С / СА / CB |
| Sztara Zagora megye  | СтЗ / СЗ   | СЗ               | СТ          |
| Targoviste megye     | Тщ / Т     | Т                | Т           |
| Várna megye          | В          | В                | В           |
| Veliko Tarnovo megye | ВТ         | ВТ               | ВТ          |
| Vidin megye          | Вд         | ВД               | ВН          |
| Vraca megye          | Вр         | ВР               | ВР          |

### Különleges státuszt jelző kódok
Különleges státuszú rendszámok esetén nem jelölt a kiadási hely, a betűk a státusz jellegét jelzik, az alábbiak szerint:
| A gépkocsi tulajdonosa: | 1985-ig         | 1985-1992 között | 1992-től | Formátum                                                                                                |
| --- | --------------- | ---------------- | -------- | --- |
| Diplomáciai mentességgel rendelkező diplomata. | ДТ / DT         | ДТ               | C        | betűjel + 4 számjegy, ahol az első 2 számjegy az országot jelzi                                         |
| Konzuli mentességgel rendelkező diplomata. | ТС              | ДТ               | СС       | betűjel + 4 számjegy, ahol az első 2 számjegy az országot jelzi                                         |
| Diplomáciai, konzuli és kereskedelmi képviseletek diplomáciai és konzuli mentességgel nem rendelkező munkatársa. Hivatalosan akkreditált külföldi újságíró. | TC              | ДТ               | СТ       | betűjel + 4 számjegy, ahol az első 2 számjegy az országot jelzi                                         |
| Ideiglenes tartózkodási engedéllyel Bulgáriában élő külföldi személy.                                                                                       | ХХ              | ХХ               | ХХ       | betűjel + 4 számjegy                                                                                    |
| Bolgár Hadsereg | А / В / СВ / ТВ | А / В / СВ / ТВ  | ВА       | betűjel + 5 vagy 6 számjegy                                                                             |
| Polgári védelem |                 | ГЗ               | СР       | betűjel + 5 vagy 6 számjegy                                                                             |
| Új gépkocsik ideiglenes importrendszáma hivatalos gépkocsiimportőrök részére, állandó rendszám kiadásáig.                                                   |                 |                  | В        | 3 számjegy + betűjel + 3 számjegy a rendszámon szerepel alul a rendszám érvenyességének végső dátuma is |
| Használt gépkocsik ideiglenes importrendszáma, állandó rendszám kiadásáig.                                                                                  |                 |                  | Н        | 3 számjegy + betűjel + 3 számjegy a rendszámon szerepel alul a rendszám érvenyességének végső dátuma is |
| Tranzit. |                 |                  | T        | 3 számjegy + betűjel + 3 számjegy a rendszámon szerepel alul a rendszám érvenyességének végső dátuma is |